# Abū Hamzah al-Muhājir
Abū Ḥamzah al-Muhājir (arabisch أبو حمزة المهاجر, DMG Abū Ḥamzah al-Muhāǧir, alias أبو أيوب المصري / Abū Ayyūb al-Miṣrī; * ca. 1967 in Ägypten; † 18. April 2010 bei Tikrit) war ein ägyptischer islamischer Fundamentalist mit al-Dschihad-Hintergrund, Mitglied von al-Qaida im Irak. Nach dem Tod von Abu Musab az-Zarqawi wurde er am 12. Juni 2006 sein Nachfolger. 
Al-Masri wurde in den Jahren 1990 bis 2001 im afghanischen Bürgerkrieg trainiert und war mit dem Bau von Bomben betraut. Er kam wahrscheinlich im Jahre 2002 in den Irak. Er etablierte in Bagdad die erste Zelle von al-Qaida. Er wurde mit einer Belohnung von 5.000.000 US-Dollar von internationalen Streitkräften im Irak gesucht.
Al-Masri wurde von al-Qaida auch als Abu Hamza al-Muhadschir bezeichnet. Die Benennung auf einer islamistischen Website lautete: „Das Ratgebergremium der Mudschahidin der irakischen al-Qaida hat sich darauf geeinigt, dass Scheich Abu Hamza al-Muhadschir der Nachfolger des Scheichs Abu Mussab al-Sarkawi als Befehlshaber der Organisation al-Qaida sein soll“ (Zitat: Spiegel Online). Muhadschir ist arabisch und bedeutet so viel wie Immigrant und bezieht sich ursprünglich auf Flüchtlinge, die sich zu dem Propheten Mohammed in Medina flüchteten. Ob al-Masri sich wirklich als Anführer durchsetzen konnte, ist nicht bekannt. Mögliche Nachfolger Zarqawis könnten auch der offizielle Stellvertreter Abu Abd ar-Rahman al-Iraqi oder der Chef des von der al-Qaida dominierten sogenannten Ratgebergremiums, Abu Abdullah ar-Raschid al-Baghdadi, geworden sein.
Seit er im Jahr 2006 zu einer Führungsfigur der al-Qaida aufgestiegen war, gab es immer wieder Gerüchte über seinen Aufenthaltsort und seinen Tod. Am 5. Oktober 2006 wurde er erstmals von der irakischen Regierung für tot erklärt, was später aber von US-amerikanischen Militärstellen dementiert wurde. Im Februar 2007 soll al-Masri bei Kämpfen zwischen irakischen Truppen und Einheiten des al-Qaida-Terrornetzwerks verletzt, dessen Stellvertreter Abu Abdullah al-Madschamiai nach Angaben des staatlichen Fernsehens und des Radiosenders al-Dschasira getötet worden sein. Am 1. Mai 2007 meldeten irakische Quellen nach Kämpfen im Norden Bagdads ein weiteres Mal al-Masris Tod. Erneut wurde die Meldung nicht durch US-Vertreter bestätigt. Eine Meldung des irakischen Innenministeriums, die besagte, dass er am 8. Mai 2008 in Mosul gefangen genommen worden sei, wurde kurze Zeit später widerrufen. Der irakischen Regierung zufolge wurde al-Masri im April 2010 bei einer gemeinsamen Aktion des irakischen Geheimdienstes und der US-Armee in der nordirakischen Region Tharthar getötet. Iraks Ministerpräsident Nuri al-Maliki erklärte, die US-Armee habe die Identität mittels eines DNA-Tests festgestellt. Das US-Militär bestätigte seinen Tod. Auch Abu Omar al-Baghdadi, ein weiteres ranghohes al-Qaida-Mitglied, sei bei der Militäraktion ums Leben gekommen.